# Melissa Gurney
Melissa Gurney (24 giugno 1969) è un'ex tennista statunitense.

## Carriera
In carriera ha vinto due titoli nel singolare, il Northern California Open nel 1986 e il San Diego Open nello stesso anno. Nei tornei del Grande Slam ha ottenuto il suo miglior risultato raggiungendo il terzo turno nel singolare agli US Open nel 1984 e 1986, a Wimbledon nel 1986 e all'Open di Francia nel 1988.

## Statistiche

### Singolare

#### Vittorie (2)
| Numero | Anno           | Torneo                             | Superficie | Avversaria in finale | Punteggio |
| 1.     | 28 luglio 1986 | Northern California Open, Berkeley | Cemento    | Barbara Gerken       | 6-1, 6-3  |
| 2.     | 3 agosto 1986  | San Diego Open, San Diego          | Cemento    | Stephanie Rehe       | 6-2, 6-4  |

#### Finali perse (2)
| Numero | Anno            | Torneo                                       | Superficie | Avversaria in finale | Punteggio |
| 1.     | 2 novembre 1986 | Virginia Slims of Indianapolis, Indianapolis | Cemento    | Zina Garrison        | 3-6, 3-6  |
| 2.     | 2 agosto 1987   | Northern California Open, Aptos              | Cemento    | Elly Hakami          | 3-6, 4-6  |

### Risultati in progressione
| Sigla | Risultato               |
| ----- | ----------------------- |
| V     | Vincitore               |
| F     | Finalista               |
| SF    | Semifinalista           |
| O     | Oro olimpico            |
| A     | Argento olimpico        |
| SF    | Bronzo olimpico         |
| QF    | Quarti di Finale        |
| 4T    | Quarto turno            |
| 3T    | Terzo turno             |
| 2T    | Secondo turno           |
| 1T    | Primo turno             |
| RR    | Round Robin             |
| LQ    | Turno di qualificazione |
| A     | Assente                 |
| ND    | Non disputato           |

| Legenda superfici    |
| -------------------- |
| Cemento              |
| Terra battuta        |
| Erba                 |
| Superficie variabile |

#### Singolare nei tornei del Grande Slam
| Torneo          | 1984 | 1985 | 1986 | 1987 | 1988 |
| --------------- | ---- | ---- | ---- | ---- | ---- |
| Australian Open | A    | A    | ND   | A    | A    |
| Open di Francia | 1T   | A    | 2T   | 1T   | 3T   |
| Wimbledon       | A    | 2T   | 3T   | A    | 2T   |
| US Open         | 3T   | 1T   | 3T   | 1T   | 1T   |

#### Doppio nei tornei del Grande Slam
| Torneo          | 1986 | 1987 |
| --------------- | ---- | ---- |
| Australian Open | ND   | A    |
| Open di Francia | 1T   | 1T   |
| Wimbledon       | 2T   | A    |
| US Open         | 1T   | 1T   |

#### Doppio misto nei tornei del Grande Slam
Nessuna partecipazione